# Agersø
Agersø Là 1 đảo nhỏ của Đan Mạch, nằm trong Eo biển Storebælt, gần sát đảo Zealand. Đảo có diện tích 6,84 km², với 245 cư dân (năm 2006). Về giao thông, có tuyến tàu phà từ Stignæs (tây nam đảo Zealand) tới Agersø (chừng 15 phút).
Về hành chính, Agersø trực thuộc thị xã Slagelse và Vùng Zealand.

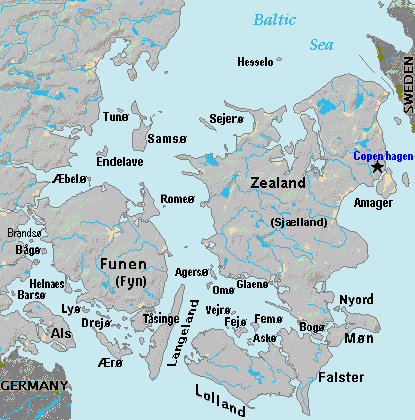
Đảo Agersø (giữa bên dưới, phía bắc đảo Lolland, tây nam đảo Zealand, bắc đảo Omø.